# Харитонов Борис Степанович
Борис Степанович Харитонов (6 вересня 1934 — 28 липня 2018) — радянський, український актор. Заслужений артист України (1997). Член Національної спілки журналістів України.

## Життєпис
Народився 6 вересня 1934 року у селі Ладан Прилуцького району Чернігівської області.
1953 закінчив Львівський технікум залізничників.
Служив в ансамблі пісні і танцю Прикарпатського військового округу.
1961 року закінчив Київський державний інститут театрального мистецтва ім. І. Карпенка-Карого. Працював на естраді в Укрконцерт, «Київконцерт», у Київському театрі «Золоті ворота».
Автор текстів пісень у виконанні народних артистів України Олега Марцинківського, Леоніда Сандуленка, Юрія Рожкова.
Працював телеведучим «Дідуся Харитона» на Українському телебаченні.
Знімався в кіно- та телефільмах.
Проживав і помер в Києві. Похований на Софіївсько-Борщагівському кладовищі.

## Фільмографія
- 1959 — «Іванна»
- 1960 — «Фортеця на колесах»
- 1964 — «Ключі від неба»
- 1964 — «Лушка»
- «За двома зайцями»
- 1999 — «День народження Буржуя»
- 2000 — «Нескорений»
- 2000 — «Чорна рада»
- 2002 — «Золота лихоманка»
- 2003 — «Роксолана−3»
- «Повернення Мухтара-3»;
- «Повернення Мухтара-4»;
- «Поїзд милосердя»
- 2007 — «Спостерігач»
- 2007 — «Душка»
- 2012 — «Анна Герман. Таємниця білого янгола»
- «Бомба для нарколога»

## Відзнаки
- Подяка Кабінету Міністрів України
- На честь Бориса Харитонова у вересні 2011 названо вулицю в смт. Ладан[1]
- Медаль «За доблестный труд»
- Медаль «Ветеран праці»
- Медаль «В память 1500-летия Киева»
- Медаль «За культурное обслуживание строителей БАМа»
- Відзнака-медаль МВС України «За сприяння органам внутрішніх справ»
- Нагрудний знак «Знак пошани» Київського міського голови
- Медаль «За доброчинність» Міжнародного доброчинного фонду «Українська хата»
- Почесне звання «Заслужений артист України» (1997)